# Kabinett Hoxha I

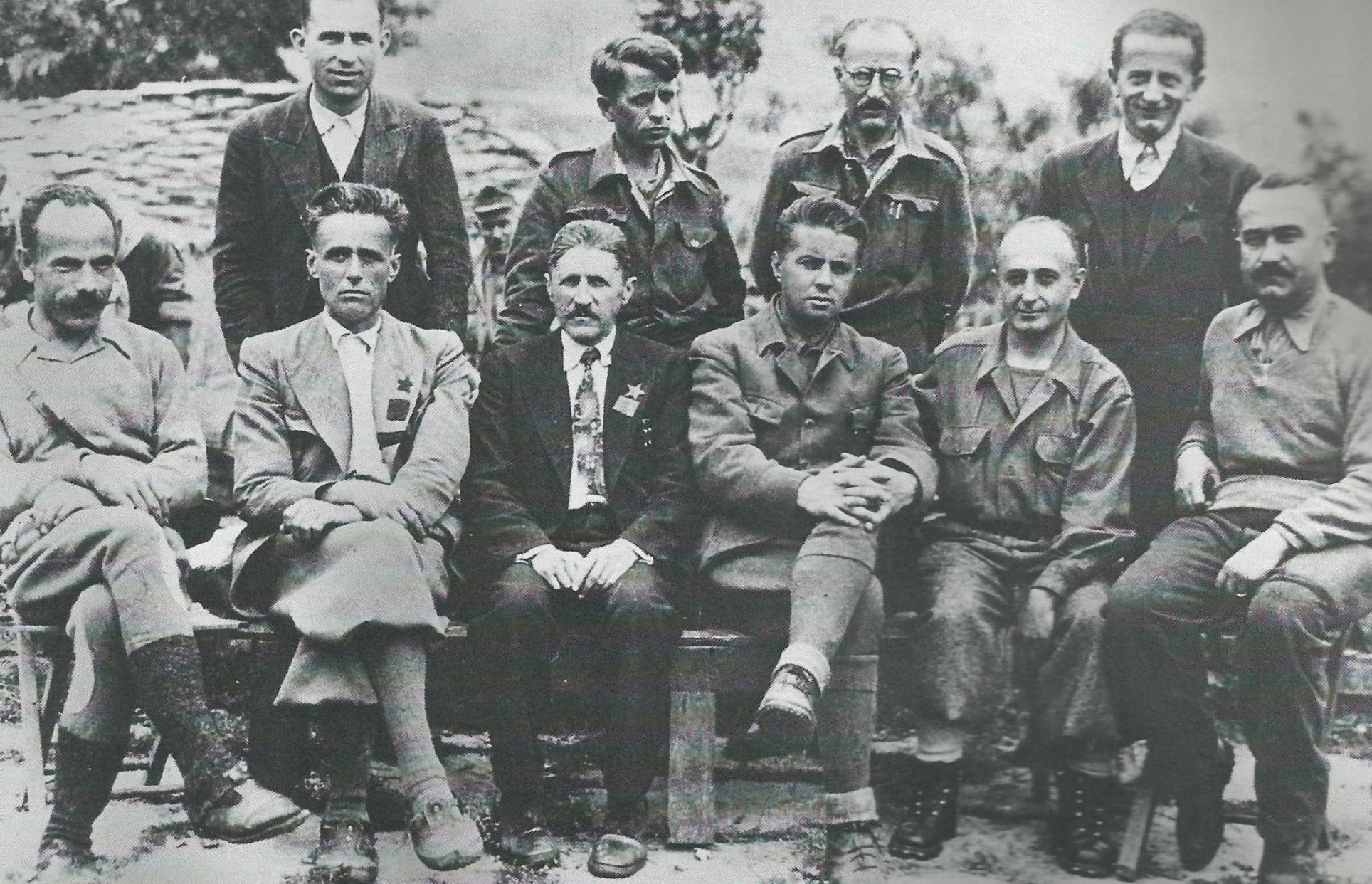
Einige Mitglieder der Regierung – vorne sitzend: Ramadan Çitaku, Myslim Peza, Omer Nishani, Enver Hoxha, Sejfulla Malëshova, Medar Shtylla; hinten stehend: Manol Konomi, Bedri Spahiu, Spiro Koleka, Ymer Dishnica

Das Kabinett Hoxha I war die erste Regierung Albaniens nach dem Ende des Zweiten Weltkriegs. Sie wurde am 22. Oktober 1944 von Ministerpräsident Enver Hoxha von der Partei der Arbeit Albaniens PPSh (Partia e Punës e Shqipërisë) gebildet und blieb bis zum 10. Januar 1946 im Amt, woraufhin es vom Kabinett Hoxha II abgelöst wurde.
Am 24. Mai 1944 hatte die Befreiungsfront, ein Bündnis antifaschistischer Gruppen, auf dem Kongress von Përmet, dem Omer Nishani vorstand, eine provisorische Regierung unter Führung der Kommunisten gebildet, das aus 30 Personen bestehende Antifaschistische Nationalkomitee, geleitet von Enver Hoxha. Vom 10. bis 23. Oktober 1944 trafen sich die Vertreter der Befreiungsfront in Berat zu einem zweiten Kongress. Obwohl die Wehrmacht zu diesem Zeitpunkt unter anderem noch Tirana und die Küstenebene im Norden von Durrës bis Shkodra kontrollierte, zeichnete sich eine baldige Niederlage und die Machtübernahme durch die Befreiungsfront ab. So wurde das Antifaschistische Nationalkomitee am 22. Oktober 1944 in die „Demokratischen Regierung Albaniens“ umgewandelt.
Ende November 1944 wurden die Besatzer aus dem Land vertrieben. Am 15. März 1945 wurde die Bildung der provisorischen Regierung offiziell verkündet. Es sollen auch Omer Nishani als Vorsitzender des Präsidiums des Parlaments und sein Stellvertreter Teil des im März 1945 verkündeten Kabinetts gewesen sein.
Am 2. Dezember 1945 wurde in Albanien eine verfassungsgebende Volksversammlung gewählt. Am 11. Januar 1946 erklärte diese Albanien zur Volksrepublik, worauf die Regierung am 11. Januar zurücktrat. Sie blieb aber als Kabinett Hoxha II in Amt, bis eine neue Regierung gebildet wurde. Da sich das Kabinett Hoxha II nicht vom Kabinett Hoxha I unterschied, wird es in der Literatur nicht immer als eigenes Kabinett angesehen. Diese Autoren bezeichnen erst den 25. März als das Ende des Kabinetts Hoxha I.
| Amt                                                                  | Amtsinhaber        | Beginn der Amtszeit | Ende der Amtszeit |
| -------------------------------------------------------------------- | ------------------ | ------------------- | ----------------- |
| Vorsitzender des Ministerrates                                       | Enver Hoxha        | 22. Oktober 1944    | 10. Januar 1946   |
| Außenminister                                                        | Omer Nishani       | 22. Oktober 1944    | 10. Januar 1946   |
| Verteidigungsminister                                                | Enver Hoxha        | 22. Oktober 1944    | 10. Januar 1946   |
| Innenminister                                                        | Haxhi Lleshi       | 22. Oktober 1944    | 10. Januar 1946   |
| Finanzminister                                                       | Ramadan Çitaku     | 22. Oktober 1944    | 10. Januar 1946   |
| Justizminister                                                       | Manol Konomi       | 22. Oktober 1944    | 10. Januar 1946   |
| Stellvertretender Vorsitzender des Ministerrats                      | Myslim Peza        | 22. Oktober 1944    | 10. Januar 1946   |
| Stellvertretender Vorsitzender des Ministerrats                      | Koçi Xoxe          | 15. März 1945       | 10. Januar 1946   |
| Wirtschaftsminister                                                  | Medar Shtylla      | 22. Oktober 1944    | 10. Januar 1946   |
| Bildungsminister                                                     | Gjergj Kokoshi     | 22. Oktober 1944    | 13. Januar 1945   |
| Bildungsminister                                                     | Kostaq Cipo        | 13. Januar 1945     | 10. Januar 1946   |
| Gesundheitsminister                                                  | Ymer Dishnica      | 22. Oktober 1944    | 10. Januar 1946   |
| Minister für öffentliche Arbeiten                                    | Spiro Koleka       | 22. Oktober 1944    | 10. Januar 1946   |
| Minister für Wiederaufbau                                            | Bedri Spahiu       | 22. Oktober 1944    | 10. Januar 1946   |
| Minister für Presse und Propaganda                                   | Sejfulla Malëshova | 22. Oktober 1944    | 10. Januar 1946   |
| Minister für Soziale Unterstützung                                   | Xhafer Spahiu      | 13. Januar 1945     | 10. Januar 1946   |
| Landwirtschaftsminister                                              | Gaqo Tashko        | 15. März 1945       | 10. Januar 1946   |
| Industrieminister und Präsident des wirtschaftlichen Fünfjahresplans | Nako Spiru         | 22. Oktober 1944    | 10. Januar 1946   |
| Handelsminister                                                      | Gogo Nushi         | 22. Oktober 1944    | 10. Januar 1946   |
| Volkszählungsregistrierungsminister                                  | Pandi Kristo       | 22. Oktober 1944    | 10. Januar 1946   |

## Anmerkung
1. 1 2  Zu den genauen Daten (10. oder 11. Januar) und ob es im Januar 1946 überhaupt eine neue Regierung gab, ist umstritten, wie im letzten Abschnitt des Textes dargelegt wird. Auch die Angaben zu den Mitgliedern der Regierung unterscheiden sich je nach Quelle.
2. 1 2 3 4 5 6 7 8 9 10  Weitere Ministerämter gemäß Zanga (S. 749).
3. ↑  Gemäß Pearson (2, S. 432) war Peza Kabinettsmitglied als Vizepräsident des Präsidiums der Volksversammlung.
4. 1 2 3 4 5 6 7 8 9 10 11  Weitere Ministerämter gemäß Pearson (2, S. 431 f.).
5. ↑  Weitere Ministerämter gemäß Louis Zanga: Biographies of Prominent Public Figures. In: Klaus-Detlev Grothusen (Hrsg.): Albanien (= Südosteuropa-Handbuch. Band VII). Vandenhoeck & Ruprecht, Göttingen 1993, ISBN 3-525-36207-2, S. 777.